# بناهای مهم مذهبی اورشلیم
شهر اورشلیم میزبان بناهایی بسیار مقدس در سه دین ابراهیمی یعنی یهودیت، مسیحیت و اسلام است. از این روی بسیاری شهر اورشلیم را «شهر مقدس» می‌نامند.

## در یهودیت

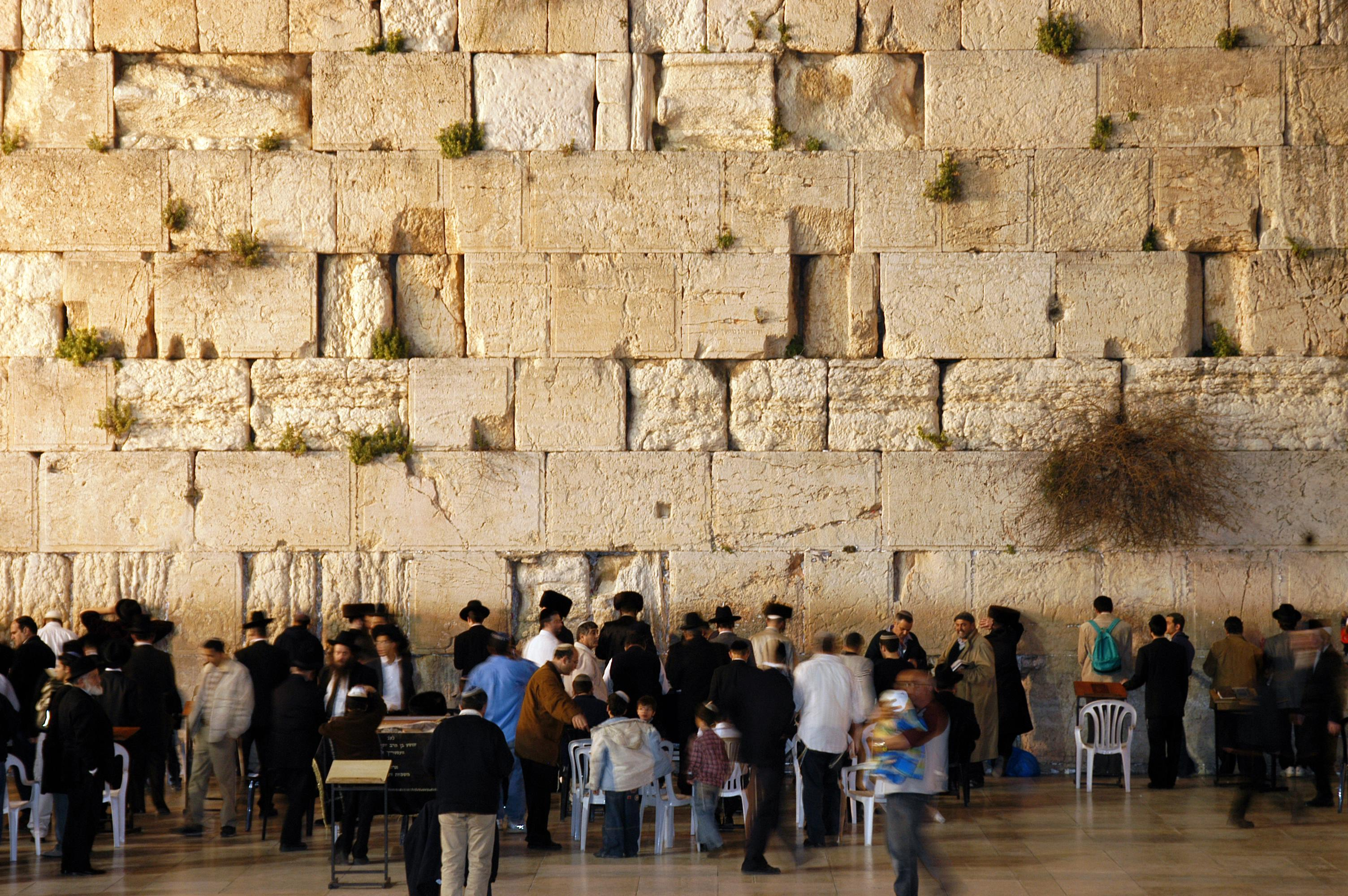
دیوار نُدبه مقدس‌ترین مکان مذهبی یهودیان است.

به روایت تورات، داوود، تابوت عهد را که حامل ده فرمان بود را پس از آزادسازی اورشلیم به آن شهر برد و آن را در پرستش‌گاه اورشلیم نصب کرد. سلیمان، فرزند داود، با ادامه کاری که پدرش آغاز کرده بود، شهر را گسترش داده و معبد مقدس یا هیکل سلیمان را که امروزه معبد اول خوانده می‌شود را بر روی تپه موریا در مرکز شهر اورشلیم بنا کرد. در وسط هیکل سلیمان فضایی مطهر وجود داشت که به آن قدس الاقداس می‌گفتند و تابوت عهد خداوند در آن جا قرار داشته‌است. این مکان محل حضور دایمی خدایی است که معبد متعلق به اوست. بر باور یهودیان، بقایای هیکل سلیمان هم‌اکنون در زیر مسجدالاقصی قرار گرفته‌است.
بر باور یهودیان دیوار ندبه که در عبری به آن کُتِل می‌گویند، از آخرین باقی‌مانده‌های هیکل سلیمان است. مسلمانان آن را دیوار براق می‌خوانند و معتقدند پیامبر اسلام مرکب خود را در شب معراج به آن بسته‌است.
هم‌چنین، آرامگاه راحل در جنوب اورشلیم و در حومه بیت‌لحم قرار دارد و هر ساله مورد بازدید زائرین یهودی، قرار می‌گیرد.

## در مسیحیت

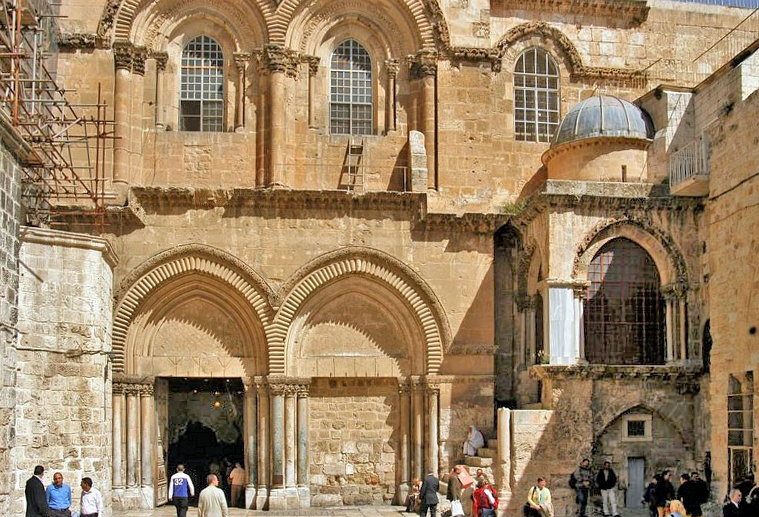
کلیسای مقبره مقدس از مقدس‌ترین مکان‌های مذهبی مسیحیان است.

بر اساس انجیل یوحنا، عیسی مسیح و بر اساس اناجیل هم‌نوا، شمعون قیروانی در روز مصلوب شدن عیسی، صلیب بردوش، مسیری موسوم به ویا دولوروسا را طی کرده و طی راه، مورد مصائب فراوانی قرار گرفت.
کلیسای مقبره مقدس یکی از مقدس‌ترین اماکن مذهبی مسیحیان است که در بخش قدیمی شهر اورشلیم و بر فراز دره جلجتا قرار دارد. در جایی که اکنون کلیسای قبر مقدس بر روی آن قرار گرفته، عیسی مسیح در آنجا مصلوب گشته و از آنجا به آسمان عروج کرده‌است. در زیرزمین کلیسای قبر مقدس، مکانی قرار دارد که بر پایه داده‌های کتاب‌های عهد جدید، برخی از مسیحیان معتقدند، مقبره عیسی مسیح، درآنجا واقع شده‌است.
همچنین بر باور مسیحیان، باغ جتسیمانی در پایه کوه زیتون محلی بوده‌است که عیسی مسیح در شبی که یهودا او را به رومی‌ها تسلیم نمود، آخرین «غذای زمینی» موسوم به شام آخر را به همراه شاگردانش صرف کرد. همچنین باغ جتسیمانی محلی است که مریم در آن مدفون گشته‌است.

## در اسلام

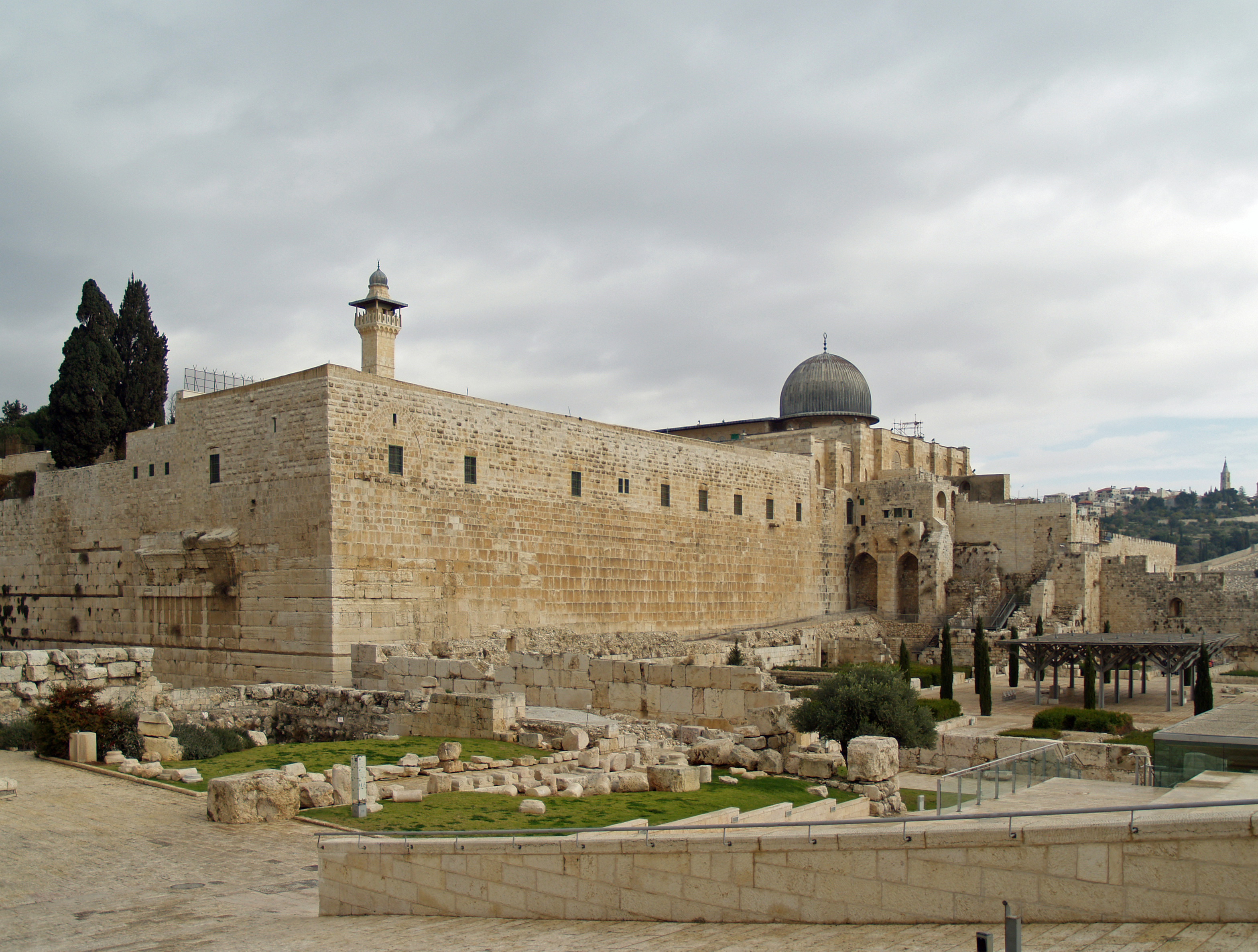
مسجدالاقصی که در مکان معبد سلیمان، نخستین قبله مسلمانان قرار دارد.

محمد و پیروانش مدتی رو به این شهر نماز می‌گزاردند تا اینکه قبله به کعبه (در شهر مکه) تغییر یافت. به باور مسلمانان، این شهر پس از مکه و مدینه سومین شهر مقدس در اسلام است. مسجدالاقصی نام مسجدی است، که در بیت‌المقدس شرقی قرار دارد.
بر باور یهودیان، بقایای هیکل سلیمان (معبدی که سلیمان به دستور خداوند ساخت) در زیر مسجدالاقصی قرار گرفته‌است. با این وجود، بر اساس پیمان‌نامهٔ صلحی که در سال ۱۹۹۴ میلادی، میان اسرائیل و اردن بسته‌شد، مقرر شد تا عبادت یهودی‌ها در محوطه مجموعه مسجدالاقصی منع شود و دولت اردن تنها متمولی رسمی مجموعه مسجدالاقصی باشد.
مسجد قبه الصخره یکی از مهم‌ترین معالم معماری اسلامی بعد از مسجدالاقصی است. این مسجد تقدس خاصی نزد مسلمانان دارد و بر باور مسلمانان محمد پیامبر اسلام از روی این صخره، سوار بر براق و به معراج رفت.

## جُستارهای وابسته
- سندرم اورشلیم